# Танака Йосікі
Тана́ка Йо́шікі (яп. 田中芳樹, たなかよしき; 1952 —) — японський письменник-фантаст.
Народився в префектурі Кумамото.
Автор космічної опери «Легенди героїв Галактики», фентезійного роману «Військові історії Арслана», роману за мотивами давньокитайської міфології «Переказ про дракона». Серед інших праць романи «Титанія», «Вітре, лети на тисячі миль!» тощо.